# Бархфельд-Іммельборн
Бархфельд-Іммельборн (нім. Barchfeld-Immelborn) — громада в Німеччині, розташована в землі Тюрингія. Входить до складу району Вартбург.
Площа — 23,99 км2. Населення становить 4473 ос. (станом на 31 грудня 2021).